# Герб Путильського району
Герб Путильського району — офіційний символ Путильського району, затверджений 27 грудня 2007 р. рішенням сесії районної ради.

## Опис
Щит скошено зліва. На першому золотому полі зелена ялина. На другому зеленому полі золотий карпатський олень. Щит обрамлено вінком з ялинових гілок, обвитим синьо-жовтою стрічкою, на фоні якої над щитом розміщено золотий буковий горішок. Під щитом золота стрічка з написом "Путильський район".